# Marciano Zurita
Marciano Zurita y Rodríguez (Palencia, 1887-Madrid, 1929) fue un poeta español, notable representante del momento final del modernismo en España. 

## Vida

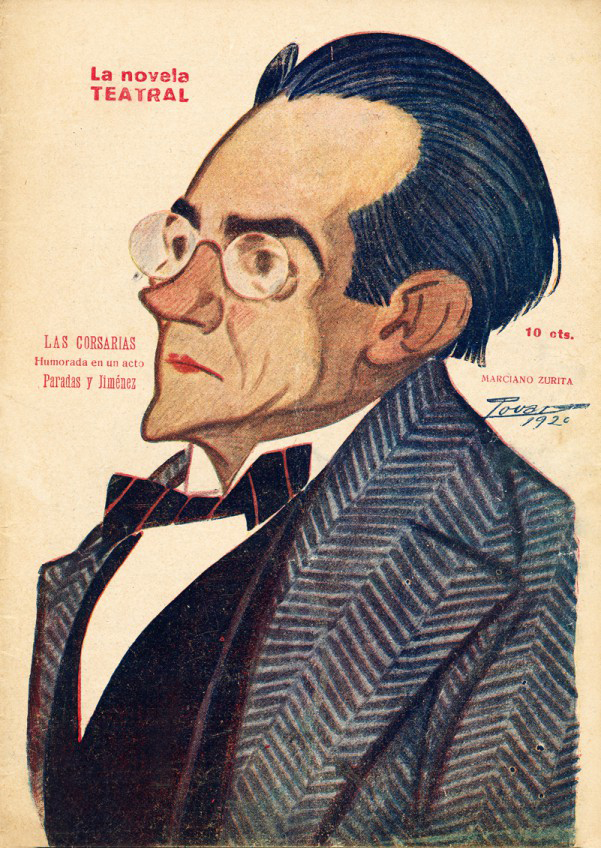
Caricaturizado por Tovar en La Novela Teatral (1920)

Nació en Palencia el 2 de noviembre de 1887. Hijo del fundador del diario El Día de Palencia, Zurita fue conocido y apreciado sobre todo por sus poemas dedicados a la exaltación de Castilla y de la literatura española del Siglo de Oro.
Sus poemas fueron muy valorados y publicados con frecuencia en la prensa nacional, especialmente en el diario ABC y en la revista Blanco y Negro, en la que aportó dos series de poemas tituladas «Del noble solar hispano», a lo largo de 1918, y «Las mansiones de la raza», entre 1919 y 1923. Fue gran amigo de Azorín, con quien compartía en buena medida el mundo de intereses estéticos y literarios.
Una de sus composiciones más célebres fue el Himno a Burgos.
Falleció el 26 de enero de 1929 a causa de la tuberculosis.

## Obra
- El triunfo del silencio (1912)

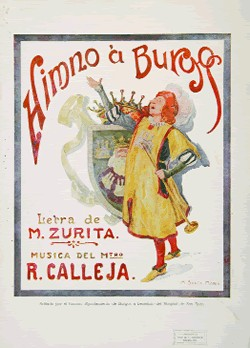
Himno a Burgos

- La musa campesina (1913)[3]
- Pícaros y donosos (1916), sonetos.
- Castilla (1924)